# Cooperativa La Cruz Azul S.C.L
Cooperativa La Cruz Azul, S.C.L., también Cementos Cruz Azul, es una empresa mexicana de la industria de la construcción, fundada en 1881 en la localidad de Jasso, Hidalgo, México. Cuenta con cuatro plantas, dos son constituidas como cooperativas y las otras dos constituidas como sociedades anónimas de capital variable, denominada CYCNA (Cementos y Concretos Nacionales). Las dos cooperativas están ubicadas en la Ciudad Cooperativa Cruz Azul del estado de Hidalgo y en Lagunas, Oaxaca. Las otras dos plantas se ubican Tepezalá, Aguascalientes y Palmar de Bravo, Puebla.

## Historia
La fabricación de cemento Portland mexicano se remite a la producción de cal hidráulica durante el Porfiriato (1877-1911). Las primeras construcciones hechas de este material fueron el Gran Canal de Desagüe e infraestructura en el puerto de Veracruz. Su eficacia para las obras públicas impulsó la creación de la primera cementera a gran escala en México, la cual desde finales del siglo XIX comenzó a producir y distribuir este material, con lo que dio lugar no solo al surgimiento de una nueva industria en nuestro país, sino que sentó el precedente de una empresa de renombre hasta la actualidad.
Los inicios de "La Cruz Azul" se remontan a 1881, cuando los hermanos de origen inglés Henry y George Gibbon establecieron una pequeña fábrica, inicialmente enfocandose a la producción de piedra artificial y simite-mármol, patentando sus métodos. En 1882, formaron Gibbon y Cía, asegurando la patente exclusiva para fabricar cemento Portland en México. En 1883 se une a la sociedad el comerciante y empresario de origen inglés Joseph Watson (o José), sumando recursos a la empresa.
En 1887, reconociendo el potencial, los Gibbon viajan a Londres, Inglaterra para ampliar su capital, logrando interesar a varios inversionistas y dos años más tarde en 1890 fundaron en Londres la Mexican Portland Cement Company con un capital de 20,000 libras esterlinas y una emisión de 19,900 acciones.
Para fines de 1890, la compañía al mando de Henry Gibbon, alquiló una gran parte de la hacienda de Denyi y la Hacienda de Jasso, Hidalgo. La compañía gestionó la creación de un ramal de quinientos metros para conectar directamente la vía del Ferrocarril Central Mexicano con la fábrica y así facilitar el abasto hacia Ciudad de México. La estación fue conocida como Dublán. De igual forma, se proyectó que la inauguración oficial de la planta sería a fines de 1893.
La fábrica no pudo lograr inicialmente los estándares de producción deseados, lo que provocó la pérdida de valiosos contratos. Esto la obligó a declararse en quiebra a un año de su apertura, sin embargo después de difíciles negociaciones logra abrir sus puertas un año más tarde, ahora con el nombre de Fábrica de Buena Vista bajo la dirección de Joseph Watson, quien se incorpora como administrador y socio de la empresa. Los esfuerzos de Watson por posicionarse en el mercado le valieron la obtención de varios contratos con el gobierno de la Ciudad de México en 1897. La Fábrica Buena Vista no logró cubrir los estándares de calidad ni la producción deseados, lo que le impidió cerrar los contratos de abastecimiento con el ayuntamiento capitalino. Estos acontecimientos generaron que la compañía se disolviese a finales de 1899. Sin embargo, Watson no se rindió, pues logró mantener la confianza de los inversionistas y en 1900 aumentó el capital de la empresa, lo que favoreció la reapertura de la fábrica, esta vez bajo el nombre de Compañía Mexicana de Cemento Portland, S.A.. Los cambios no tuvieron un efecto positivo a corto plazo y Watson tuvo que hipotecar las instalaciones a sus acreedores. Esto atrajo la atención y participación del banquero y empresario Fernando Pimentel y Fagoaga, quien más tarde en 1904 se convirtió en el dueño mayoritario.
En 1906 la empresa se disolvió y se incorporó al Banco Central quien asume el control de la empresa. A partir de ese momento la fábrica operó mediante un contrato exclusivo para el Banco, que a su vez tuvo el monopolio de construcción de la mayor parte de las obras públicas del ayuntamiento de Ciudad de México. Gracias al soporte financiero de Pimentel y Fagoaga, se pudo aumentar la inversión de la compañía, liquidar deudas y reequipar de nueva tecnología a la fábrica para que trabajara a su máxima capacidad.
Finalmente, el 15 de abril de 1909 la junta de socios decide separar las acciones del Banco y para dar mayor proyección a la fábrica fundan La “Compañía Manufacturera de Cemento Portland La Cruz Azul, S.A.”.
En 1910, probablemente debido a la noticia de los altos rendimientos que se podían obtener de la explotación de las canteras de caliza, pizarra y yeso hidalguense hayan influido en un consorcio inglés que en 1910 instaló al lado de la estación de ferrocarril Tolteca, y a solo 6 km de La Cruz Azul, una segunda fábrica de cemento. Los recursos económicos de este consorcio fueron superiores y, por supuesto, la maquinaria que se instaló fue más moderna. Sin embargo, la Tolteca significó una competencia con la cual fue posible coexistir prácticamente dos decenios.
La crisis mundial de 1929 causa efectos que repercuten en la industria de la construcción en México; por esta razón, los socios de La Cruz Azul retiran su capital poco a poco.

### Cambio de dueños
La Cruz Azul tuvo que reducir su producción al 33% de la capacidad instalada. Para ese entonces, en México había a tres fábricas de cemento: La Cruz Azul y La Tolteca en el centro de la República Mexicana y Cementos Hidalgo en el norte. Las circunstancias parecían propicias para que se redujeran a dos.
La operación de compraventa de La Cruz Azul se efectuó el 1 de marzo de 1931 por la cantidad de un millón de pesos mexicanos por parte de La Tolteca.
El propósito de los compradores era evidente para todos. Parece que los únicos que no se dieron cuenta fueron los vendedores, pero los términos en se formuló la operación revelaban: La Tolteca se empeñó en recibir a la fábrica “La Cruz Azul” saneada de compromisos y parada. La Tolteca y los accionistas deciden operar con esa marca. Asimismo inicia la lucha por la supervivencia y conservación de la fuente de trabajo de los obreros recién liquidados, arrancando los trámites legales que culminarían con la puesta de La Cruz Azul en mano de sus trabajadores.
A su vez La Tolteca comienza con sus trámites legales de recuperación de la planta, pero poco tiempo después los trabajadores de La Cruz Azul apelan a una nueva Ley de Expropiación por Causa de Utilidad Pública que permitía la expropiación mediante indemnización, de todas las fuentes de riqueza y trabajo que brindaran un beneficio al Estado de Hidalgo, sus municipios, habitantes, obreros y campesinos. El gobernador del Estado de Hidalgo, Bartolomé Vargas Lugo, decreta la expropiación de La Cruz Azul, adjudicándosela a los trabajadores para que fuera constituida como cooperativa.

### 1931: Empieza la tradición
La fábrica de cemento La Cruz Azul fue puesta en manos de sus trabajadores el 2 de noviembre de 1931.
Desde entonces, ininterrumpidamente, los obreros han sido responsables de la fábrica. Esta victoria de los trabajadores y del gobierno revolucionario fue el cimiento de la Cooperativa que con 192 socios fundadores la constituyeron dos años y tres meses después.
La compra de la Compañía por parte de los trabajadores fue por un monto total de MXN$1,312,555.66 , monto que deberían cubrir en 20 anualidades. Esta expropiación intrigaba a los inversionistas extranjeros, ya que temiendo la expropiación de sus compañías e inversiones, amenazaba la seguridad de sus intereses, tanto así que involucró a toda la jerarquía política del país. Finalmente el General Plutarco Elías Calles propuso la resolución a través de una operación de compraventa, en la cual el comprador final sería el gobierno del Estado de Hidalgo, fungiendo como aval el gobierno federal, mismo que completaría el pago inicial después de tomar en cuenta los derechos de antigüedad de los trabajadores de La Cruz Azul, para quienes esta representaba su único capital.
El 29 de enero de 1934, los 192 nuevos dueños de la fábrica se constituyeron finalmente en cooperativa. En febrero del mismo año la cooperativa se registró en la entonces Secretaría de Economía Nacional y fue clasificada como Cooperativa de Productores. Los trabajadores tenían pues que pagar en diez años el importe de la fábrica, más 10% de intereses. Esto lo lograron en nueve años.

### Invertir para compartir
En 1942 se inició la construcción de la planta de Lagunas, Oaxaca. La empresa constituía un gran reto, pues la región contaba con ricos yacimientos de materia prima; sin embargo, las condiciones ambientales eran totalmente adversas y el lugar era de difícil acceso. Para llegar había que viajar varios días en tren y se trataba de una zona palúdica con fuertes precipitaciones pluviales. A pesar de todo, con equipos usados se logró construir una fábrica con una capacidad instalada para producir 100 toneladas diarias de cemento.
La Cruz Azul daba otro paso en su desarrollo, guiada en esta nueva empresa por los mismos principios aplicado en su fábrica de Hidalgo: Invertir para compartir logros obtenidos en cada región.
En 1967 Se instaló el horno número 6, en la planta de Hidalgo. Inicia funciones la Secundaria "10 de Diciembre", en Cruz Azul, Hgo.
En 1978 la cooperativa se llena de vida, a la entrada del director Joel Luis Becerril Benítez la cooperativa vive sus 12 años de apogeo. La cooperativa tiene 2 campeonatos durante su mandato.

## Fútbol
La cooperativa tiene un equipo de fútbol del mismo nombre (Cruz Azul) en la Primera División de México, el cual es conocido como uno de los 4 equipos más grandes de México y otro alterno (Cruz Azul Hidalgo) en la Segunda División de México, siendo el equipo de mayor popularidad solo debajo del Club América. No obstante que tuvo una sequía de más de 23 años sin obtener la Liga MX durante 1997 y 2021, Cruz Azul fue de los equipos más ganadores en este siglo: 2 Copa MX, 2 SuperCopa MX, 1 Liga MX, 1 Leagues Cup, 1 Campeón de Campeones, 1 Concacaf Champions Leagues y 1 Super Copa de la Liga MX

## Controversias
Se han encontrado más de 50 documentos que sustentan que entre enero de 2016 y finales de 2017, la Cooperativa Cruz Azul destinó más de 191 millones a gastos de "consultoría", "relaciones públicas", "procesos administrativos" y "manejo de presupuesto estratégico para planes de desarrollo y crecimiento" a través de facturas emitidas por 15 empresas que cobran entre dos y seis millones por servicio.  
Se identificaron coincidencias entre las empresas prestadoras de servicios, como el haber sido constituidas entre enero y febrero de 2015, que algunas de ellas fueron creadas en notarías en la ciudad de Puebla, así como que varias están ubicadas en plazas comerciales pequeñas de formato similar. En algunos casos, incluso, se identificó a la misma representante legal: Mónica Amelia Moreno Cuevas. Algunas de estas empresas están vinculadas con cuentas en paraísos fiscales como las Islas Caimán. Específicamente, la empresa Attar 2715 S.C.se encuentra enlistada por el Instituto Nacional Electoral (INE) por ser parte de un mecanismo de financiamientos irregulares, así como por el Servicio de Administración Tributaria (SAT) por "presuntamente realizar operaciones simuladas".
Las autorizaciones de los pagos han sido ligados a Guillermo Álvarez Cuevas, director general de la Cooperativa Cruz Azul desde hace 31 años. En septiembre de 2009 hubo un primera acercamiento de los cooperativistas con la existencia de algunas de estas empresas y su vinculación con paraísos fiscales. Se hicieron intentos de atender la situación y dar seguimiento a la poblemática, lo que resultó en algunos despidos e informes financieros más detallados. En 2011, la destitución de Guillermo Álvarez fue avalada por la Suprema Corte de Justicia, sin embargo, se han presentado múltiples apelaciones en contra de la resolución. Actualmente Guillermo Álvarez se encuentra prófugo de la justicia y todos los litigios han sido resueltos a favor del legal Consejo de Administración presidido por el Ingeniero Víctor Manuel Velázquez Rangel. También fueron legalmente excluidos 207 socios afines a la familia Álvarez Cuevas y no tienen posibilidad jurídica alguna de regresar .
El 29 de julio de 2020 a petición de la UIF un juez federal gira orden de aprehensión contra Guillermo Álvarez Cuevas por presuntas operaciones irregulares por 422 millones de pesos. Todos sus procesos penales han causado estado y su cuñado Víctor Garcés Rojo se encuentra preso en el Reclusorio Norte, y su hermano mayor José Alfredo Álvarez Cuevas también se encuentra prófugo por sobornar a una ahijada de nombre Patricia Negrete Aguirre para acusar falsamente a diversos socios de la Cooperativa.